# Annals de Bambú
Els Annals de bambú (en xinès tradicional: 竹書紀年; en xinès simplificat: 竹书纪年; en pinyin: Zhúshū Jìnián) són una crònica històrica redactada sobre làmines de bambú (d'on ve el nom), probablement al país de Wei. Cobreix un període que s'estén des de l'època llegendària de l'emperador Groc fins al període dels Regnes Combatents. A partir del segle viii aC, es tracta dels Annals de Jin, més tard, a partir del segle v aC, dels Annals de Wei.
Van ser descoberts entre 279 i 281 sota la dinastia Jin a la tomba d'un rei de Wei junt amb altres texts. A causa del fet que la tomba es trobava al comtat de Ji (汲), a Henan, l'obra és també coneguda com a Cròniques de la tomba de Ji. Estava redactada en caràcters locals i no en sigil·lars Qin, i va ser transcrita amb dificultats i incerteses. El text original i la transcripció anotada de la biblioteca imperial van desaparèixer al començament de la dinastia Song.
Presenta, a la vegada, semblances i divergències amb les altres fonts històriques preimperials (Shujing, Chunqiu), així com una datació diferent de la del Shiji. Va atreure molt aviat l'atenció dels historiadors i continua sent una referència important per a la història de la Xina arcaica, al mateix nivell que el Shiji, i és a la vegada objecte de debats. Per a complicar el quadre, n'existeixen dues versions: una «versió antiga», generalment considerada com a fidel a la versió perduda, que va ser redactada als temps de la dinastia Qing, segons els extractes citats en altres obres; i una «versió moderna», apareguda entre la fi de la dinastia Yuan i la dinastia Ming, que sembla una temptativa de reconstitució maldestra i poc fiable. La versió antiga ha estat tinguda com una de les referències per al projecte d'establiment d'una cronologia definitiva Xia- Shang- Zhou.